# Aphaniosoma ater
Aphaniosoma ater är en tvåvingeart som beskrevs av Ebejer 2001. Aphaniosoma ater ingår i släktet Aphaniosoma och familjen gulflugor.
Artens utbredningsområde är Kanarieöarna. Inga underarter finns listade i Catalogue of Life.